# Anagyrus fraternus
Anagyrus fraternus är en stekelart som beskrevs av Perkins 1910. Anagyrus fraternus ingår i släktet Anagyrus och familjen sköldlussteklar. Inga underarter finns listade i Catalogue of Life.